# Romániai arománok
A romániai arománok (arománul armãnji vagy rrãmãnji; románul aromâni vagy macedoni) el nem ismert etnikai kisebbség Romániában. Becslések szerint 2006-ban mintegy 26 500 fő tartozott hozzá. Jogi szempontból Románia a román nemzet részének tekinti az arománokat, és más etnikai csoportokat, például a meglenorománokat és isztrorománokat. Egy 2007-ben elfogadott törvény szerint Románia támogatja mindazok jogait, akik „román kulturális identitással rendelkeznek vagy román származásúak, és azoknak a személyeknek, akik a román nyelvi és kulturális vérkeringéshez tartoznak, a határokon kívül élő románoknak, függetlenül az elnevezésüktől.” Ugyanezt az álláspontot képviseli a Román Akadémia is.
Egyes arománok tiltakoztak a jogszabály ellen, és azt kérték, hogy ismerjék el őket etnikai kisebbségként. A közösség egyik fő törekvése az, hogy saját nyelvüket és kultúrájukat tanulják a román iskolákban, a másik pedig egy aromán nyelven működő egyház létrehozása. 2020-ban a köznevelési minisztérium bejelentette, hogy választható jelleggel bevezetik az „Aromán kultúra és civilizáció” tantárgyat az iskolákba. Az arománok kisebbségként való elismerése vitákat váltott ki Romániában.
A Romániai Arománok Szövetsége tagja az Európa Tanács mellett konzultatív szervként működő Európai Nemzetiségek Föderatív Uniójának (FUEN). 2018-ban a FUEN kongresszusa elfogadott egy határozatot, amely felszólítja Románia kormányát, hogy ismerje el külön kisebbségként az arománokat.
2021-ben a román parlament elutasította azt a javaslatot, hogy május 23-ikán ünnepeljék az arománok nemzeti napját Romániában. Ugyanabban az évben már korábban elfogadták a balkáni románság napja ünneplését május 10-én. Ezt a napot az arománok, meglenorománok és isztrorománok közös ünnepének szánták.
Az aromán származású vagy magukat arománnak valló romániai hírességek közé tartozik Ion Luca Caragiale író, Mateiu Caragiale író, Toma Caragiu színész, Ion Caramitru színész, Alexandru Arșinel színész, Gheorghe Hagi labdarúgó és Simona Halep teniszező.

## Fordítás
- Ez a szócikk részben vagy egészben  az   Aromânii din România című román Wikipédia-szócikk ezen változatának fordításán alapul.  Az eredeti cikk szerkesztőit annak laptörténete sorolja fel. Ez a jelzés csupán a megfogalmazás eredetét és a szerzői jogokat jelzi, nem szolgál a cikkben szereplő információk forrásmegjelöléseként.
- Ez a szócikk részben vagy egészben  az   Aromanians in Romania című angol Wikipédia-szócikk ezen változatának fordításán alapul.  Az eredeti cikk szerkesztőit annak laptörténete sorolja fel. Ez a jelzés csupán a megfogalmazás eredetét és a szerzői jogokat jelzi, nem szolgál a cikkben szereplő információk forrásmegjelöléseként.